# کانوی (میزوری)
کانوی (به انگلیسی: Conway) یک شهر در ایالات متحده آمریکا است که در شهرستان لک‌لد واقع شده‌است. کانوی ۴٫۷۴ کیلومتر مربع مساحت و ۷۸۸ نفر جمعیت دارد و ۴۲۹ متر بالاتر از سطح دریا قرار دارد.